# Handyspiel

Bounce, ein Handyspiel

Handyspiele (alternativ: Mobile Games) sind Videospiele für Mobiltelefone und Smartphones, ähnlich den Spielen für PCs oder Spielkonsolen.
Hatten die frühen Handyspiele, wie zum Beispiel Snake oder Memory, noch keine farbige Grafik und waren Übertragungen aus der Frühzeit des Computers, werden sie mit dem Aufkommen von javafähigen Mobiltelefonen, Farbdisplays, besserer Rechenleistung und einem erweiterten Tastensatz (Pfeiltasten, Joysticks) zunehmend aufwändiger gestaltet. Handyspiele gibt es für Feature-Phones, Smartphones und auch Tabletcomputer. Handyspiele stehen in Konkurrenz zu dem Spielen auf der Handheld-Konsole oder dem Personal Digital Assistant (PDA).

## Hintergrund
Bei Smartphones können Spiele als sogenannte mobile App heruntergeladen werden, in der Regel über einen vom Betriebssystem-Anbieter bereitgestellten App Store, von einer Website heruntergeladen oder von einem Computer übertragen werden (über (USB-)Kabel-, Infrarot- oder Bluetoothverbindung). Teilweise sind Handyspiele jedoch fest im Betriebssystem des Handys verankert. Früher wurden auch SMS verwendet.
Mittlerweile unterstützen die geläufigsten Betriebssysteme mehrere Programmiersprachen, wichtiger bei der Programmierung sind die unterschiedlichen integrierten Entwicklungsumgebungen geworden. Früher war dabei Java in der auf Handys abgestimmten Variante J2ME verbreitet, so etwa bei der Nokia Series 40.
Einmal installiert, können diese Spiele meist unbegrenzt genutzt werden. Damit ein käuflich erworbenes Spiel nur auf jeweils einem Handy benutzt werden kann, wird DRM-Software verwendet, zum Beispiel durch den App Store oder indem an die Seriennummer den Gerätes (IMEI) gekoppelt wird.
Handyspiele sind durch ihre Bildfläche, die Steuerung und Eingabemöglichkeiten, den Speicherplatz, sowie ihre Grafik- und Rechenleistung begrenzt. Dies führt dazu, dass Handyspiele sich häufig an einem einfachen Spielprinzip orientieren und als Casual Game vermarktet werden und PC- und Konsolenspielen sowohl in Grafik, als auch Komplexität und Umfang deutlich unterlegen sind. Dies bedeutet aber auch weniger Aufwand für die Entwickler, weswegen die meisten Entwicklerteams aus erheblich weniger Personen bestehen. Auch die Entwicklungszeit beträgt nur wenige Monate, während PC-Spiele meist von einem großen Entwicklerteam in einem Zeitraum von zwei bis drei Jahren entwickelt werden.

## Verfügbarkeit
Inzwischen sind zahlreiche bekannte Computerspiele auch als Handyversion verfügbar; es gibt auch für einige Spiele Online-Highscore-Tabellen, über die sich Handyspieler untereinander messen können. Darüber hinaus scheint sich der momentane Boom von Multiplayer Spielen (MMORPG) auch bei Handys durchzusetzen. Der deutsche Spielentwickler CipSoft hat nach eigenen Angaben mit TibiaME das erste MMORPG für Handys auf den Markt gebracht.
Zusätzlich gibt es einen Trend zu beobachten, dass Mobiltelefone mit ihrer Internetverbindung als Plattform für Outdoor-Multiplayer-Games verwendet werden. Zum Beispiel kombiniert das Java-Spiel Tourality die Multiplayer-Funktionalität mit satellitengestützter Navigation (GPS) zu einem Location-based Game.
Im Internet gibt es mittlerweile viele Websites, die Handyspiele vertreiben. Einige davon nutzen die Partnerprogramme der großen Provider. Hier ist beim Bestellen eines Spiels Vorsicht geboten. Oft wird ein Abonnement bestellt, ohne dass explizit darauf hingewiesen wird. Gute Seiten bieten nicht nur einen Screenshot, sondern auch weiteren Content wie Bilder, Videos, Bewertungen, Spielberichte und die Beschreibung der Steuerung rund um die Spiele an. Es existieren auch einige Seiten, die Spiele von freiwilligen Programmierern kostenlos anbieten.
Wer sich vor dem Download von der Qualität eines Spiels überzeugen möchte, kann dieses auf einigen Websites online ausprobieren. Das Spiel wird in einem Emulator dargestellt und man kann sowohl Funktionalität als auch Grafik und Ton testen.

## Entwicklung

### Feature-Phone
Die ersten Handys verfügten nur über die Funktion zu Telefonieren und mobiles Gaming beschränkte sich auf das Spielen auf der Handheld-Konsole, dem Personal Digital Assistant oder dem Netbook. Mit der Zeit entwickelten die Handys in den 1990er-Jahren aber auch weitere Funktionen, wie zum Beispiel das Senden von SMS, einen Kalender und Organizer und eben auch das Spielen von Computerspielen (Feature-Phone). Diese Anwendungen waren bereits vorinstalliert und liefen auf einem eigenen Betriebssystem des Handys. Ein frühes bekanntes Spiel war Snake und lief meistens auf einem Nokia-Handy. Die Steuerung funktionierte über die Telefontasten. Die Grafikdarstellung war sehr begrenzt und wurde auf 2D-Grafik bis maximal 2½D-Grafik beschränkt.
Mit der Zeit entwickelten sich eigene Plattformen und Betriebssysteme für Handyspiele, die die Entwicklung vereinheitlichen und vereinfachen. Bekannte Beispiele sind JavaME, Palm OS, Symbian OS, Blackberry OS, frühe Versionen von Windows Mobile und seit einigen Jahren auch KaiOS.
Der Nokia N-Gage aus dem Jahr 2003 versuchte erstmals Handheld-Konsole und Feature-Phone zu vereinen.
Später war es auch möglich Spiele über SMS, Internet oder eine Kabelverbindung nachzuinstallieren. Durch Fernsehwerbung wurde gezielt auf solche Spiele aufmerksam gemacht. Anbietern wie Jamba wurde hierbei vorgeworfen Abofallen zu betreiben, die den Nutzern monatliche Kosten einbringen.
Die Computerspiel-Entwicklungsbranche richtet ihre Aufmerksamkeit seit dem Anfang des Jahrtausends ebenfalls verstärkt auf Mobiltelefone. Verschiedene Publisher wie etwa THQ schufen eigene Abteilungen für Spiele auf Mobiltelefonen und anderen Handhelds. Auch mehrere neu gegründete Entwicklungsstudios konzentrieren sich auf dieses schnell wachsende Marktsegment.
Klassiker von Arcade-Spielen, wie z. B. Pac-Man oder Frogger werden dagegen meist 1:1 umgesetzt. Interessant ist allerdings auch die Beobachtung, dass immer öfter Spiele, die einst die Spitze eines Systems bildeten, eine Wiederkehr auf Handys erleben, so etwa der Klassiker Cannon Fodder oder Turrican. Diese wurden einst ebenfalls von großen Teams entwickelt, werden heute jedoch innerhalb weniger Wochen umgesetzt, wenn auch mit einigen Einschränkungen.
Ein weiterer Trend ist, dass Handyspiele auch zu aktuellen PC- oder Konsolentiteln erscheinen, um auf diese im Rahmen von Mobile Marketing aufmerksam zu machen. Dazu gehören zum Beispiel die entsprechenden Handyspiele zu Burnout, S.T.A.L.K.E.R.: Shadow of Chernobyl oder Call of Juarez. Diese haben mit den Originalen aber meist wenig gemeinsam. Seit den 2010ern gibt es vermehrt Second-Screen-Ansätze – so veröffentlichte Ubisoft zu Assassin’s Creed IV eine „Companion App“, über die auf den Spielstand des Hauptspiels zugegriffen werden kann und Zusatzinhalte gespielt werden können.

### Smartphone
Durch die Einführung des iPhone im Jahr 2007 wurde das Feature-Phone zunehmend durch das Smartphone ersetzt. Spiele und Apps werden hierbei nicht mehr vorwiegend von externen Anbietern, sondern aus einem offiziellen App Store installiert. Dies macht die Verbreitung und Installation einfacher und Inhalte können besser auf die Sicherheit geprüft werden. Des Weiteren nutzen die meisten Spiele die neue Multi-Touch-Steuerung des standardmäßigen Touchscreen, die deutlich mehr Möglichkeiten als der Touchscreen auf den bereits zuvor erschienen Handheld-Konsolen wie dem Nintendo DS bietet. Dadurch wurde auch das Display und damit die Spielfläche größer.
Weiterhin verfügen Smartphones über mehr Rechenleistung, was eine bessere Grafik und auch 3D-Grafik und anspruchsvolle Berechnungen, z. B. für eine Künstliche Intelligenz ermöglicht. Darüber hinaus verfügen Smartphones standardgemäß über eine Internetanbindung, was den Entwicklern mehr Möglichkeiten zur Gestaltung von Mehrspieler-Spielen gibt. Viele Smartphones verfügen zudem über spezielle Sensoren wie den Beschleunigungssensor oder den Gyroskop-Sensor, was es möglich macht, das Spiel durch Bewegen des Handys (z. B. durch Neigen wie ein Lenkrad in einem Rennspiel) zu steuern. Das verbaute GPS-System macht es außerdem möglich Location-based Games zu spielen. Andere Augmented-Reality-Spiele lassen sich beispielsweise über die Live-View-Funktion oder Scanfunktion der verbesserten Kamera realisieren. Bekannte Beispiele sind Pokémon Go, Harry Potter: Wizards Unite, Ingress und Minecraft Earth. Auch für die virtuelle Realität kann ein Smartphone durch eine spezielle Brillenhalterung und Controller verwendet werden, sofern das Display die notwendigen Anforderungen erfüllt und es über die entsprechenden Bewegungssensoren verfügt. Bekannte Beispiele sind Google Cardboard, Google Daydream und die Samsung Gear VR. Eine weitere zusätzliche Möglichkeit zur Spielgestaltung bietet die verbesserte Spracherkennung des Smartphones. Zum Force Feedback können die Vibrationsmotoren genutzt werden. Die meisten Spiele werden kostenlos unter dem Freemium- bzw. Free-to-play-Modell veröffentlicht und finanzieren sich durch Werbung und InGame-Käufe. Teilweise lassen sich Spiele auch im Browser als Browserspiel spielen oder wurden als Webapp portiert. Gängige Smartphone-Betriebssysteme sind Android, IOS und Windows Phone. Neben Smartphones lassen sich die meisten Spiele auch auf einem Tablet-Computer mit demselben Betriebssystem spielen. Genres die besonders auf Smartphones beliebt sind und auf aktuellen Konsolen und PCs weniger beliebt sind, sind Auto-Runner, Clicker Games, Puzzle-Spiele, Social Network Games und Tier-Simulationsspiele nach dem Tamagotchi-Prinzip. Im asiatischen Raum erfreuen sich auch Visual Novel, japanische Rollenspiele und Gacha-Spiels an großer Beliebtheit.
Neue Spiele verfügen ebenfalls teilweise über die Funktion zum Crossplay oder lassen sich von einer Konsole, einem PC oder via Cloud Gaming auf das Smartphone übertragen. Um das Spiel besser spielen zu können, gibt es dafür teilweise eigene Controller.
Seit den 2010ern gibt es vermehrt Second-Screen-Ansätze – so veröffentlichte Ubisoft zu Assassin’s Creed IV eine „Companion App“, über die auf den Spielstand des Hauptspiels zugegriffen werden kann und Zusatzinhalte gespielt werden können.
Bedeutende exklusive Smartphone-Spiele der Zeit sind:
- 2009: Angry Birds mit vielen Nachfolgern
- 2010: Doodle Jump, Fruit Ninja, CityVille
- 2011: Temple Run, Die Sims FreiSpiel
- 2012: Candy Crush Saga, Subway Surfers, Pou, Plague Inc., Super Hexagon, Clash of Clans
- 2013: Cut the Rope, Flappy Bird, Hay Day, Ingress, Quizduell, Trivia Crack
- 2014: 2048, Crossy Road, Geometry Dash, Piano Tiles, TwoDots
- 2015: Agar.io, Dokkan Battle
- 2016: Pokémon Go, Rolling Sky, Super Mario Run, Clash Royale
- 2017: Brawl Stars
- 2018: Die Sims Mobile

## Statistiken
Eine Analyse des Dienstes Annie für mobile Spiele ergab, folgende Ergebnisse für das Jahr 2018:
Die meisten Nutzer sind über 25 Jahre alt (in Deutschland 79 %). Anders sah es im Zeitraum 2000 bis 2005 aus, wo die Mehrzahl der Spieler unter 25 Jahre war. Im Durchschnitt sind auf einem Gerät acht Spiele installiert, von denen vier pro Monat genutzt werden. Die Ausgaben der deutschen lagen im Jahr 2018 bei 1,78 Milliarden Euro für Handyspiele. Damit liegt die Wachstumsrate zu 2016 bei 70 %. 1,6 Millionen Spiele befinden sich im PlayStore für Android und über 1,1 Millionen Spiele im App Store für iOS.
Im Jahr 2019 überstieg die Zahl der Smartphone-Spieler in Deutschland nach der Marktforschungsfirma GfK, die der Konsolen- und PC-Spieler. So lag die Zahl der Smartphone-Spieler in Deutschland bei 18,6 Millionen, die Zahl der Konsolenspieler bei 16,7 Millionen und die Zahl der PC-Spieler bei 13,4 Millionen. Auf dem Tablet sind es immerhin 10,9 Millionen Spieler.